# Adolfo López Mateos (Balancán)
Adolfo López Mateos es una ranchería del municipio de Balancán ubicado en la subregión de los Ríos del estado mexicano de Tabasco.

## Geografía
La localidad se ubica a 32.1 kilómetros (en dirección este) de la localidad de Balancán de Domínguez, la cabecera y lugar más poblado del municipio. Se sitúa en las coordenadas geográficas 17°52′22″N 91°14′31″O / 17.872778, -91.241944, a una elevación de 52 metros sobre el nivel del mar.

## Demografía
Según el Conteo de Población y Vivienda 2020, efectuado por el Instituto Nacional de Estadística y Geografía, la localidad de Adolfo López Mateos tiene 288 habitantes, de los cuales 153 son del sexo masculino y 135 del sexo femenino. Su tasa de fecundidad es de 2.53 hijos por mujer y tiene 76 viviendas particulares habitadas.
| Gráfica de evolución demográfica de Adolfo López Mateos entre 1990 y 2020 |
|                                                                           |
| INEGI.                                                                    |